# Иван Болдин
Иван Василиевич Болдин (на руски: Иван Васильевич Болдин) e съветски военачалник, генерал-полковник, сражавал се в Първата и Втората световна война. Участва в Беларуската стратегическа отбранителна операция, битката за Москва и др.

## Биография
Роден е на 3 август (15 август стар стил) 1892 г. в село Високая (сега в Инсарски район на Република Мордовия). На военна служба е от 1914 г. и участва в Първата световна война като старши подофицер.
През 1917 г. е избран за член на полковия и дивизионния войнишки комитет. След демобилизацията през 1918 г. Болдин става председател на Изпълнителния комитет на Инсарски уезд, а от януари до октомври 1919 г. също така е член на Изпълнителния комитет на Пензенска губерния.
По време на Гражданската война в Русия през октомври 1919 г. влиза в редиците на РККА. Участва в боевете на Западния фронт, командва рота, батальон, а от 1920 г. – стрелкови полк.
През 1923 г., след края на Гражданската война, Болдин завършва курсовете „Изстрел“, курсовете за усъвършенстване на висшия команден състав към Военната академия „Фрунзе“ (през 1926 и 1930 г.) и самата Военната академия (1936).
От ноември 1923 г. командва стрелкови полк, а от октомври 1926 г. е помощник-командир на стрелкова дивизия.
От юли 1928 до юни 1929 г. е командир на 19-а стрелкова дивизия, а от май 1930 г. работи като преподавател във Военно-политическата академия на РККА.
В периода от април 1931 до декември 1934 г. е командир и военен комисар на 53-та пугачовска дивизия. От 1937 г. е командир на 18-а стрелкова дивизия. През 1938 г. е назначен за командир на 17-и стрелкови корпус. От август същата година е командващ войските на току-що създадения Калинински военен окръг.
През септември 1939 г., по време на похода на съветските войски в Западна Беларус, командва конно-механизирана група (КМГ). Назначен е за командващ войските на Одеския военен окръг. През юни 1940 г. е назначен за командващ на 9-а армия от Южния фронт и след военен поход е отново командващ войските на окръга.
От септември 1940 г. е първи заместник-командващ войските на Западния специален военен окръг и на тази длъжност посреща началото на Великата Отечествена война.
В края на юни 1941 г., по време на Беларуската стратегическа отбранителна операция, оглавява предадената под негово командване конно-механизирана група, в състав 4 танкови и 2 механизирани дивизии, кавалерийски корпус и отделен гаубичен полк. Задачата на групата е да нанесе контраудар, като обкръжи и унищожи германските войски в района на Гродно – Меркин.
„... нито една от съветските танкови армии, завършили през 1945 г. „разгрома на фашисткия звяр в леговището му", не е имала и половината от количеството бронетехника, което бе предоставено в разпореждане на генерал Болдин през юни 1941 година! 
Цялата тази гигантска стоманена армада бе длъжна да прегази пет пехотни дивизии на Вермахта... Защото реално в утрото на 24 юни в района на планирания контраудар на КМГ на Болдин се намираха само 2 пехотни дивизии {на Вермахта} от 20-и армейски корпус, а 3 дивизии от 8-и армейски корпус вече бяха форсирали река Неман и настъпваха в полосата от Гродно до Друскининкай в общ направление към град Лида, придвижвайки се на изток по 3 почти паралелни маршрута.“
Съветските части обаче са разгромени, а остатъците им са обкръжени в района на Бялисток. Едва след 1 мес. Болдин, заедно с малка част от войските, успява да излезе от обкръжението. Голяма част от командирите на формированията на групата загиват или попадат в плен.
От октомври 1941 г. той командва 19-а армия, а от ноември същата година до февруари 1945 г. – 50-а армия. През април 1945 г. Болдин е назначен за заместник-командващ 3-ти украински фронт.
След края на войната командва армия, войските на Източносибирския военен окръг (от март 1951 до април 1953), а от октомври 1953 до май 1958 е първи заместник-командващ войските на Кавказкия военен окръг.
От 1958 г. Болдин е в групата генерални инспектори към Министерството на отбраната на СССР. Умира в Киев на 28 март 1965 г.

## Военни звания
- Командир на бригада (на руски: комбриг) – 17 февруари 1936 г.
- Командир на дивизия (на руски: комдив) – 17 февруари 1938 г.
- Командир на корпус (на руски: комкор) – 9 февруари 1939 г.
- Командир на армия 2-ри ранг (на руски: командарм 2-ри ранг) – 7 декември 1939 г.
- Генерал-лейтенант – 4 юни 1940 г.
- Генерал-полковник – 15 юли 1944 г.[3][4]

## Награди
- Два ордена „Ленин“
- Три ордена „Червено знаме“
- Орден „Суворов“ – I степен
- Орден „Кутузов“ – I степен
- Два ордена „Червена звезда“
- медали
- чуждестранни ордени

## Съчинения
- ((ru)) Болдин, И. Страницы жизни. Москва. Воениздат. 1961 г.